# Psunj
Psunj es una montaña en el sureste de Eslavonia, región del este de Croacia. Es la montaña más alta de Eslavonia, con su punto más alto es Brezovo Polje de 984 metros sobre el nivel del mar. Al norte se extiende hacia las montañas de Ravna Gora y Papuk, mientras que por el resto de lados está rodeada de llanuras. Se localiza al norte de Nova Gradiška y al sureste de Pakrac.